# Physcomitrium serrulatum
Physcomitrium serrulatum är en bladmossart som beskrevs av Mitten 1869. Physcomitrium serrulatum ingår i släktet huvmossor, och familjen Funariaceae. Inga underarter finns listade i Catalogue of Life.